# Diamond Cut Diamond (film 1914)
Diamond Cut Diamond  è un cortometraggio muto del 1914 diretto da Warwick Buckland.

## Trama
Un inventore rapisce la figlia dell'industriale che ha rubato i piani dei suoi progetti.

## Produzione
Il film fu prodotto dalla Hepworth.

## Distribuzione
Distribuito dalla Hepworth, il film - un cortometraggio di una bobina - uscì nelle sale cinematografiche britanniche nel febbraio 1914.
Si conoscono pochi dati del film che, prodotto dalla Hepworth, fu distrutto nel 1924 dallo stesso produttore, Cecil M. Hepworth. Fallito, in gravissime difficoltà finanziarie, il produttore pensò in questo modo di poter almeno recuperare il nitrato d'argento della pellicola.